# Térey János-ösztöndíj
A Térey János-ösztöndíj egy magyar irodalmi alkotói ösztöndíj, amit a Petőfi Irodalmi Múzeum indított el 2020-ban, hogy a 35 és 65 év közötti, magyar nyelven alkotó szerzők számára nyugodtabb alkotói körülményeket biztosítson.

## Az ösztöndíj története
Demeter Szilárd, a Petőfi Irodalmi Múzeum főigazgatója levélben kereste meg az írószervezetek, könyvkiadók, folyóiratok, egyetemi tanszékek, szakmai műhelyek vezetőit, hogy tegyenek javaslatot az ösztöndíjjal támogatandó alkotók személyére. 2020. január 20-án egy tizenkilenc tagú szakmai zsűri választott a középgenerációs (35-65 év közti) írókat megcélzó ösztöndíjra érkezett több, mint 330 jelölt közül. A többfordulós, titkos szavazás eredményeként 30 magyar írót a lehető legszélesebb szakmai konszenzus alapján választottak ki a legfeljebb ötéves alkotói ösztöndíjra, amelyet a Petőfi Irodalmi Múzeum biztosít a Digitális Irodalmi Akadémia Alkotói Életpálya Programja keretében. 
A zsűri elnöke dr. Harmath Artemisz, Térey János özvegye volt, tagjai pedig az írószervezetek, az Emberi Erőforrások Minisztériuma, a Magyar Művészeti Akadémia és a Petőfi Irodalmi Múzeum delegáltjai. A szakmai kuratórium további 15 írót tartaléklistára javasolt, hogy amennyiben Demeter Szilárd, a PIM főigazgatója él vétójogával, vagy amennyiben az elkövetkezendőkben valamilyen oknál fogva csökkenne a Térey-ösztöndíjasok száma, akkor a tartaléklistán szereplő alkotók kaphassák az ösztöndíjat.
Demeter Szilárd főigazgató nem vétózott. Sőt, a tartaléklistát látva javaslatára a Térey Ösztöndíjbizottság úgy döntött, hogy két évre mind a 45 kiválasztott író megkapja a Térey-ösztöndíjat. Azzal a kikötéssel, hogy két év múlva, 2021 végén az ösztöndíjbizottság egy nagytekintélyű meghívottakból álló szakmai zsűri segítségével értékeli a Térey-ösztöndíjasok ezen időtartam alatt felmutatható irodalmi munkásságát, és legkevesebb öt ösztöndíjassal nem hosszabbítják meg a szerződést.
A Térey-ösztöndíj havi összege a Digitális Irodalmi Akadémia tagjainak juttatott mindenkori felhasználási díj 90%-a, amely 2020-ban havi bruttó 320 ezer forint. A Térey-ösztöndíjasokkal a PIM szerződést köt, az ösztöndíjas státusz ennek aláírásával jön létre.
A Térey-ösztöndíjat a jelöltek közül eddig Bartók Imre, Csehy Zoltán, Keresztesi József, Szőcs Petra és Zoltán Gábor is visszautasította.

## A szakmai kuratórium tagjai
- Antal Nikolett (Fiatal Írók Szövetsége)
- Erős Kinga (Magyar Írószövetség)
- Gál Katalin (Magyar Könyvkiadók és Könyvterjesztők Egyesülése)
- Gruik Ibolya (Vajdasági Magyar Irodalmi Társaság)
- Halmai Róbert (Emberi Erőforrások Minisztériuma)
- Karácsonyi Zsolt (Erdélyi Magyar Írók Ligája)
- Lakatos Mihály (Előretolt Helyőrség Íróakadémia)
- Marcsák Gergely (Kovács Vilmos Irodalmi Társaság)
- Mezey Katalin (Magyar Művészeti Akadémia)
- Radics Péter (Petőfi Irodalmi Múzeum)
- Sárközy Bence (mint a Térey-hagyaték gondozója)
- Szakonyi Károly (Digitális Irodalmi Akadémia)
- Szentmártoni János (Petőfi Irodalmi Ügynökség)
- Szkárosi Endre (Szépírók Társasága)
- Temesi Ferenc (Magyar PEN Club)
- Tóth László (Szlovákiai Magyar Írók Társasága)
- Várady Szabolcs (Digitális Irodalmi Akadémia)
- Vári Fábián László (Magyar Művészeti Akadémia)

## A Térey-ösztöndíjra javasolt 45 alkotó
- Bartók Imre (visszautasította)[1][2]
- Berta Zsolt
- Czilli Aranka
- Csehy Zoltán (visszautasította)[3]
- Csender Levente
- Farkas Wellmann Endre
- Fekete Vince
- Garaczi László
- Győrffy Ákos
- Hász Róbert
- Háy János
- Hodossy Gyula
- Kemény István
- Keresztesi József (visszautasította)[4]
- Király Zoltán
- Kollár Árpád
- Kürti László
- Lackfi János
- Lanczkor Gábor
- Láng Zsolt
- László Noémi
- Lázár Balázs
- Lőrincz P. Gabriella
- Lövétei Lázár László
- Majoros Sándor
- Márton László
- Molnár Vilmos
- Nagy Koppány Zsolt
- Orbán János Dénes
- Orcsik Roland
- Rózsássy Barbara
- Sajó László
- Sántha Attila
- Solymosi Bálint
- Szálinger Balázs
- Száraz Miklós György
- Szilasi László
- Szőcs Petra (visszautasította)
- Terék Anna
- Varga Melinda
- Végh Attila
- Vörös István
- Zalán Tibor
- Zoltán Gábor (visszautasította)
- Zsille Gábor

A lemondásokat követően a következő, a tartaléklistán szereplő alkotók kapták az ösztöndíjat:
- Bartis Attila[5]
- Varró Dániel
- Falcsik Mari
- Jenei László
- Szöllősi Mátyás